# Кучево
Кучево (влаш. Кућива) је градско насеље и седиште истоимене општине у Браничевском управном округу. Према попису из 2022. било је 3.313 становника.

## Географске одлике
Погрешно се сматра срцем Хомоља јер се налази у Звижду, невеликој равници у долини реке Пек. Хомоље је суседна планинска област, са центром у Жагубици. Према последњем попису из 2002. године, Кучево има 4.506 становника. За педесет година у другој половини XX века, број становника се повећао за 1.330 (на попису из 1948. године евидентирано је 3.176 становника). Становништво је етнички мешовито, а на последњем попису било је 4.199 Срба, 143 Влаха, 7 Југословена, 5 Рома, 15 Румуна, а 86 становника се није изјаснило у погледу етничке припадности.
Кроз ово мало место врло често туристи из удаљених крајева долазе на краћи одмор. У близини је пећина Церемошња и висораван Кисела вода. У августу месецу сваке године се одржава смотра изворног народног стваралаштва источне Србије, „Хомољски мотиви“.

## Историја
Некада су стари љубитељи злата испирали у долини Пека злато које се сливало са врха Мајданпечке висоравни.
Указом краља од 8. јула 1882. године насеље је добило статус варошице.
Пруга Пожаревац-Кучево је отворена 12. марта 1939.
Овде се налазе Црква Светог Вазнесења у Кучеву, Стадион Миодраг Мики Станојевић, Воденица Мишића у Кучеву и Родна кућа народног хероја Слободана Јовића у Кучеву. Овде се налази Запис липа код цркве (Кучево).

## Демографија
У насељу Кучево живи 3637 пунолетних становника, а просечна старост становништва износи 40,8 година (39,4 код мушкараца и 42,2 код жена). У насељу има 1622 домаћинства, а просечан број чланова по домаћинству је 2,78 (попис 2002).
Ово насеље је великим делом насељено Србима (према попису из 2002. године), а у последња три пописа, примећен је пад у броју становника.
|             | \| Демографија[4] \| Демографија[4] \| Демографија[4] \| \| Година \| Становника \| Становника \| \| -------------- \| -------------- \| -------------- \| \| 1948. \| 3.176 \| \| \| 1953. \| 3.751 \| \| \| 1961. \| 3.956 \| \| \| 1971. \| 4.441 \| \| \| 1981. \| 5.051 \| \| \| 1991. \| 4.846 \| 4.454 \| \| 2002. \| 4.506 \| 5.302 \| \| 2011. \| 3.944 \| \| \| 2022. \| 3.313 \| \| |            |
| Демографија | |            |
| Година      | Становника | Становника |
| 1948.       | 3.176 |            |
| 1953.       | 3.751 |            |
| 1961.       | 3.956 |            |
| 1971.       | 4.441 |            |
| 1981.       | 5.051 |            |
| 1991.       | 4.846 | 4.454      |
| 2002.       | 4.506 | 5.302      |
| 2011.       | 3.944 |            |
| 2022.       | 3.313 |            |

| Етнички састав према попису из 2002.‍ | Етнички састав према попису из 2002.‍ | Етнички састав према попису из 2002.‍ | Етнички састав према попису из 2002.‍ | Етнички састав према попису из 2002.‍ |
| ------------------------------------ | ------------------------------------ | ------------------------------------ | ------------------------------------ | ------------------------------------ |
|                                      |                                      |                                      |                                      |                                      |
| Срби                                 | Срби                                 |                                      | 4.199                                | 93,18%                               |
| Власи                                | Власи                                |                                      | 143                                  | 3,17%                                |
| Црногорци                            | Црногорци                            |                                      | 17                                   | 0,37%                                |
| Румуни                               | Румуни                               |                                      | 15                                   | 0,33%                                |
| Хрвати                               | Хрвати                               |                                      | 8                                    | 0,17%                                |
| Југословени                          | Југословени                          |                                      | 7                                    | 0,15%                                |
| Бугари                               | Бугари                               |                                      | 6                                    | 0,13%                                |
| Роми                                 | Роми                                 |                                      | 5                                    | 0,11%                                |
| Муслимани                            | Муслимани                            |                                      | 5                                    | 0,11%                                |
| Мађари                               | Мађари                               |                                      | 5                                    | 0,11%                                |
| Македонци                            | Македонци                            |                                      | 4                                    | 0,08%                                |
| Бошњаци                              | Бошњаци                              |                                      | 3                                    | 0,06%                                |
| Руси                                 | Руси                                 |                                      | 2                                    | 0,04%                                |
| непознато                            | непознато                            |                                      | 49                                   | 1,08%                                |

| Година пописа     | 1948. | 1953. | 1961. | 1971. | 1981. | 1991. | 2002. |
| ----------------- | ----- | ----- | ----- | ----- | ----- | ----- | ----- |
| Број домаћинстава | 859   | 1.078 | 1.165 | 1.389 | 1.550 | 1.543 | 1.622 |

| Број чланова      | 1   | 2   | 3   | 4   | 5   | 6  | 7  | 8 | 9 | 10 и више | Просек |
| ----------------- | --- | --- | --- | --- | --- | -- | -- | - | - | --------- | ------ |
| Број домаћинстава | 387 | 438 | 272 | 315 | 124 | 62 | 19 | 3 | 2 | 0         | 2,78   |

| Пол    | Укупно | Неожењен/Неудата | Ожењен/Удата | Удовац/Удовица | Разведен/Разведена | Непознато |
| ------ | ------ | ---------------- | ------------ | -------------- | ------------------ | --------- |
| Мушки  | 1.794  | 478              | 1.137        | 89             | 80                 | 10        |
| Женски | 2.012  | 375              | 1.144        | 355            | 129                | 9         |
| УКУПНО | 3.806  | 853              | 2.281        | 444            | 209                | 19        |

| Пол    | Укупно                    | Пољопривреда, лов и шумарство | Рибарство                            | Вађење руде и камена | Прерађивачка индустрија       |
| ------ | ------------------------- | ----------------------------- | ------------------------------------ | -------------------- | ----------------------------- |
| Мушки  | 864                       | 64                            | 0                                    | 25                   | 197                           |
| Женски | 724                       | 37                            | 0                                    | 6                    | 179                           |
| УКУПНО | 1.588                     | 101                           | 0                                    | 31                   | 376                           |
| Пол    | Производња и снабдевање   | Грађевинарство                | Трговина                             | Хотели и ресторани   | Саобраћај, складиштење и везе |
| Мушки  | 26                        | 37                            | 179                                  | 44                   | 62                            |
| Женски | 3                         | 10                            | 161                                  | 37                   | 5                             |
| УКУПНО | 29                        | 47                            | 340                                  | 81                   | 67                            |
| Пол    | Финансијско посредовање   | Некретнине                    | Државна управа и одбрана             | Образовање           | Здравствени и социјални рад   |
| Мушки  | 3                         | 16                            | 65                                   | 36                   | 35                            |
| Женски | 12                        | 15                            | 74                                   | 60                   | 84                            |
| УКУПНО | 15                        | 31                            | 139                                  | 96                   | 119                           |
| Пол    | Остале услужне активности | Приватна домаћинства          | Екстериторијалне организације и тела | Непознато            | Непознато                     |
| Мушки  | 41                        | 0                             | 0                                    | 34                   | 34                            |
| Женски | 25                        | 0                             | 0                                    | 16                   | 16                            |
| УКУПНО | 66                        | 0                             | 0                                    | 50                   | 50                            |

## Познати Кучевљани
- Душан Димитријевић Брђанин
- Ђорђе Марјановић
- Изворинка Милошевић
- Станиша Пауновић
- Стеван Раичковић
- Мирослав Лукић
- Александар Лукић
- Радован Радовић